# Manuel Mestre Ghigliazza
 (22 avril 2020).
Manuel Mestre Ghigliazza, né le 15 novembre 1870 à San Juan Bautista (aujourd'hui Villahermosa) dans l'État de Tabasco et mort le 2 février 1954 à Mexico, est un médecin, homme politique, chroniqueur et historien mexicain. Avec ses écrits et ses articles journalistiques il soutient la Révolution mexicaine en étant un critique sévère du gouvernement de Porfirio Díaz. Il est gouverneur de Tabasco de 1911 à 1913. 

## Biographie

### Études
Il fait ses premières études à San Juan Bautista, puis s'installe à Campeche où il entre à l'Institut Campechano. En 1889 il se rend à  Mexico, obtient son diplôme de l'École Nationale de Médecine en 1898 et retourne à Tabasco, où il exerce sa profession en donnant des consultations gratuites aux autochtones de la région. Il publie une étude médicale intitulée Breves sobre la enteritis infantil

### Chroniqueur et politique
D'idéologie libérale radicale, il commence à faire des incursions dans la vie politique en tant que chroniqueur pour le journal Monitor tabasqueño. Dans ses articles, il s'élève contre la dictature de Porfirio Díaz et le gouvernement d'État du général Abraham Bandala Patiño. Il est le créateur ou le promoteur de plusieurs journaux, dont La Revista Tabasco, laquelle est publiée pour la première fois en 1906.

#### Gouverneur par intérim du Tabasco
Après la chute du gouvernement de Porfirio Díaz en 1911, le gouverneur de l'État, Abraham Bandala Patiño, demande un congé, laissant le Policarpo Valenzuela en fonction. En raison de la pression politique des révolutionnaires qui exige un gouverneur qui ne soit pas lié à Bandala, il demande un congé, et le Congrès de l'État nomme Manuel Mestre comme gouverneur intérimaire du Tabasco du 9 juin au 3 juillet. Mestre, qui avait en principe déclaré qu'il ne participerait pas aux prochaines élections constitutionnelles, décide finalement d'y participer. Il démissionne donc de son poste pour présenter sa candidature au même poste, nommant au Congrès de l'État l'écrivain révolutionnaire Domingo Borrego comme son successeur.

#### Gouverneur constitutionnel du Tabasco
Le 6 août 1911, des élections de gouverneur ont lieu dans l'État. Elles aboutissent à l'élection de Manuel Mestre Ghigliazza, qui exerce ses fonctions du 1er septembre 1911 au 31 décembre 1914.
Cependant, après le coup d'État contre Francisco I. Madero, Mestre reconnaît le gouvernement de Victoriano Huerta. C'est pourquoi les révolutionnaires du Tabasco Pedro C. Colorado, Ernesto Aguirre Colorado et Fernando Aguire Colorado, parmi beaucoup d'autres, protestent contre son attitude et son gouvernement est sévèrement critiqué et inconnu, ce qui le contraint à quitter ses fonctions. Le 25 avril 1913, Mestre demande un congé à durée indéterminée et remet le gouvernement au général Agustín A. Valdez, envoyé par Huerta pour prendre en charge l'État.

### Archives et Bibliothèque nationale
Il déménage à Mexico où il occupe le poste d'inspecteur du crédit. En 1916, il est à la tête de la section Recherche historique et recherche de documents des Archives générales de la nation et en 1917, il est nommé officier supérieur des archives.
Sous le gouvernement intérimaire d'Adolfo de la Huerta, il est nommé directeur de la Bibliothèque nationale, poste qu'il occupe de 1920 à 1926. En 1921, il soutient la candidature d'Álvaro Obregón par le biais d'articles publiés dans le journal El Universal. À la même époque, en 1921, il est conseiller municipal. Il participe à l'organisation de la Foire du Livre et de l'Exposition des Arts Graphiques en 1924.

### Postes académiques et autres
Il est élu membre de l'Académie mexicaine d'histoire et occupe la 14e présidence de 1920 à 1954. Il est directeur de la Loterie nationale et directeur de la bibliothèque du Secrétariat aux Affaires étrangères du Mexique.

### Mort
Manuel Mestre Ghigliazza meurt le 2 février 1954 à Mexico.
Son nom est inscrit sur le mur d'honneur de l'État du Tabasco, et plusieurs rues et parcs des villes du Tabasco portent également son nom.

## Publications
La plupart de ses publications ont paru sous les pseudonymes de "Leopoldo Grijalva", "Leopoldo Archivero", "Aroldo García", "Luis Vasconcelos" et "Carlos Flores". En tant qu'historien, il est l'auteur de : 
- Archivo histórico y geográfico de Tabasco (1907)
- Documentos y datos para la historia de Tabasco publicado en cuatro volúmenes (1916 a 1940)
- Las relaciones diplomáticas entre México y Holanda (1931)
- Los gobernantes de Tabasco, desde la consumación de la independencia en 1821 hasta 1914 (1934)
- Efemérides biográficas (1945)
- La invasión norteamericana en Tabasco, 1846-47 (1945)

Il a écrit trois ouvrages de poésie :
- Flores de sombra (1907)
- La amiga de Gambetta (1908)
- Cantos a Blanca (1909)

Il a publié pendant des années "Cosas de antaño", dans El Universal à Mexico.